# Victor Salvi
Victor Salvi (Chicago, 4 marzo 1920 – Milano, 10 maggio 2015) è stato un arpista, liutaio e imprenditore statunitense.

## Biografia

### I primi anni
Salvi nacque a Chicago da una famiglia italiana. Suo padre Rodolfo era un liutaio veneziano trasferitosi a Viggiano, provincia di Potenza, per motivi di salute della prima moglie Livia (malata di tubercolosi) e, dopo la sua morte, incontrò la seconda moglie Apollonia Paoliello, nipote di Vincenzo Bellizia, rinomato liutaio viggianese del Regno delle Due Sicilie. La coppia si trasferì negli Stati Uniti nel 1909 ed ebbe cinque figli, tra cui Victor. 
La musica era una componente essenziale della famiglia. Suo fratellastro Alberto, figlio di Rodolfo e della prima moglie Livia, fu arpista al Metropolitan di New York e venne definito da Nicanor Zabaleta come «il più grande arpista di tutti i tempi», mentre sua sorella Aida diventò compositrice e arpista dell'Opera di Chicago.
Salvi iniziò lo studio dell'arpa in tenera età avendo come insegnante la sorella Aida e intraprese subito una carriera d'arpista, suonando nella New York Philharmonic Orchestra condotta da Dimitri Mitropoulos e nella NBC Symphony Orchestra diretta da Arturo Toscanini, che lo nominò prima arpa sotto la sua direzione. Ha suonato sotto diversi altri acclamati direttori quali Bruno Walter, Leopold Stokowski e George Szell. Durante la Seconda guerra mondiale fece parte della "Great Lakes Naval Station Band", nel 1950 registrò Debussy La Mer con la NBC Symphony Orchestra, prodotto da RCA. Tuttavia la vera passione di Salvi fu quella di costruire arpe, realizzando il suo primo prototipo a New York nel 1954. Da quel momento ebbe l'idea di mettere in piedi un proprio laboratorio. 

### Salvi Harps
Nel 1955 si stabilì a Londra per essere più vicino al mercato europeo, vi aprì anche un negozio ma l'anno dopo si trasferì nei pressi di Rapallo per poi iniziare nel 1957 a costruire a Genova arpe che, diceva ai suoi collaboratori, "devono suonare in modo dolce come un sussurro". Nacquero così le Salvi Harps, il marchio delle sue arpe che diventeranno famose, mentre darà il nome di NSM (Nuovi Strumenti Musicali) all'azienda che le costruirà. Diventerà leader mondiale del settore, arrivando a produrre circa mille arpe all'anno, per lo più quelle classiche a pedali, destinate per il 90% all'export. Le Salvi Harps sono presenti in alcuni dei maggiori teatri del mondo come Metropolitan di New York, Barbican Centre di Londra, La Fenice di Venezia, Bolshoi di Mosca e tra i clienti figura il Principe Carlo d'Inghilterra, per il quale l'azienda costruì un'arpa Gran Concerto. Lo strumento è stato suonato dall'arpista ufficiale di corte in diverse funzioni reali, tra cui il matrimonio del principe William e Catherine Middleton nel 2011.
La sede dell'azienda fu spostata più di una volta dal momento che Victor Salvi fu alla costante ricerca della migliore manodopera specializzata nella lavorazione del legno. Così impiantò una prima fabbrichetta in provincia di Alessandria, poi la chiuse trasferendosi in Svizzera finché chiuse anche quella e nel 1974 rientrò in Italia. Prima stabilì la sede a Manta e poi a Piasco, provincia di Cuneo, in un ex cotonificio nei dintorni di Saluzzo, all'imbocco della Valle Varaita. Dette lavoro a una settantina di dipendenti, tutti specialisti: chi fa il guscio dello strumento, chi il collo, chi la colonna, chi la tavola armonica. 
Nel 1987 rilevò a Chicago la sua principale concorrente, la Lyon & Healy. Vantaggi per entrambe le aziende: le sue arpe avrebbero potuto essere distribuite negli Stati Uniti, quelle della Lyon & Healy in Europa. In effetti Salvi aveva già realizzato in Europa una rete di una decina di negozi, alcuni di proprietà della famiglia, da Parigi a Vienna e a Madrid. Nell'estate 2005 aprirà a Los Angeles. Impiantò una casa discografica a Londra, la Egan Records, specializzata in musica per arpa, e una casa editrice dedicata al settore, la Salvi Publication.

### Innovazioni allo strumento
Salvi perfezionò il suono e la meccanica dell'arpa attraverso tecnologie innovative, aprendo la strada a profondi progressi dello strumento. Mentre la struttura dell'arpa di base non è cambiata negli ultimi mille anni, "gli artigiani e i tecnici di Salvi hanno passato mezzo secolo cercando di rimediare a questo problema: rendere il suono più forte ma ancora concentrato, modificare il meccanismo del pedale e il bilanciamento del telaio, rafforzare il collo che ha la tendenza a deformarsi." Il collo realizzato dai tecnici di Salvi è una caratteristica unica delle Salvi Harps che costano circa quattro volte gli strumenti con il collo convenzionale. Introdotti anche nuovi design e modelli con meno decorazioni e soprattutto meno doratura.

### Il Museo dell'Arpa
Victor Salvi dedicò molto tempo alla promozione dell'arpa, sponsorizzando diversi concorsi, prima in Italia e poi nel mondo. Nel 2005 costruì una sala per i concerti all'ultimo piano dell'a fabbrica americana Lyon & Healy. Nel 2006 inaugurò il Museo dell'Arpa Victor Salvi di Piasco, il primo e unico museo al mondo interamente dedicato allo strumento. Vi ha raccolto oltre 110 arpe antiche.

### Morte
È morto a Milano all'età di 95 anni. La salma è stata tumulata a Piasco.

## Vita privata
Sposato con una colombiana di nome Julia, Victor Salvi ha vissuto in Costa Azzurra, a Châteauneuf-Grasse, dal 1987 al 2012 per poi rientrare in Italia. La coppia ha avuto quattro figli: Marco, Nicoletta, Ana e Vittorio.

## Riconoscimenti
Ricevette diversi riconoscimenti internazionali come il premio "Distinguished Award for Service to the International Harp Community" conferito dal World Harp Congress nel 1996 e nel 2004 fu membro onorario del Royal College of Music di Londra alla presenza del Principe Carlo.
Nel 2006 Salvi ricevette la cittadinanza onoraria dal comune di Viggiano, con il quale aveva sempre mantenuto uno stretto legame, tanto da organizzare nel 1989 la settima edizione del Concorso nazionale di Arpa (che si teneva ogni due anni in un'importante città italiana e la cui edizione precedente fu ospitata a Venezia), mettendo a disposizione tutte le arpe antiche e nuove della Salvi Harps.
Nel 2014 fu nominato Cavaliere dell'Ordine al merito della Repubblica italiana.